# Jerry Lawler
Jerry Lawler tên thật là Jerry O'Neil Lawler(sinh ngày 29 tháng 11 năm 1949) là một nhạc sĩ, diễn viên, chính trị gia, vận động viên/bình luận viên đô vật Mỹ, được biết đến trong giới đô vật với cái tên Jerry "The King" Lawler. Ông hiện đang làm việc theo hợp đồng cho World Wrestling Entertainment (WWE), làm việc với vai trò là bình luận viên. Ông cũng tham gia đấu vật và đôi khi cũng bình luận cho giải đô vật Memphis Wrestling.

## Trong đấu vật
- Finishing moves
  - Diving fist drop, with theatrics[2]
  - Piledriver[2][4]
- Signature moves
  - Belly-to-back suplex[5][6]
  - Body slam
  - Dropkick[6]
  - Elbow drop[5]
  - Fireball[5]
  - Fist drop
  - Multiple punches[5]
  - Multiple weapon shots[5]
- Managers
  - Sam Bass[1][7]
  - Scott Bowden[7]
  - Ronnie P. Gossett[7]
  - Gary Hart[8]
  - Jimmy Hart[7][9]
  - Jimmy Kent[7]
  - The Bella Twins
  - Jim Ross
- Nicknames
  - "The King"
  - "The King of Memphis"
  - "King Lawler"[10]
  - "Kingfish" (Usually called this when joined on commentary by Shawn Michaels)
- Entrance music
  - "Going the Distance" by Bill Conti (CWA)
  - "The Great Gate At Kiev" by Modest Mussorgsky (WWF/E; 1993–nay)
  - "Kingdom Come" by Jim Johnston (WWE; 2011)

## Các chức vô địch và danh hiệu
| - American Wrestling Association - AWA Southern Heavyweight Championship (35 times) - AWA Southern Tag Team Championship (10 times) – with Jimmy Valiant (1), Bill Dundee (3), Mongolian Stomper (1), Jos LeDuc (1), Austin Idol (1), Plowboy Frazier (1), and Big Bubba (1) - AWA World Heavyweight Championship (1 time)1 - AWA World Tag Team Championship (2 times) – with Bill Dundee - Continental Wrestling Association / Championship Wrestling Association - CWA Heavyweight Championship (1 time) - CWA International Heavyweight Championship (3 times) - CWA World Tag Team Championship (2 times) – with Austin Idol (1) and Tommy Rich (1) - NWA Mid-America Heavyweight Championship (3 times) - NWA Southern Heavyweight Championship (Memphis version) (7 times) - CWA Lord of the Ring (1988) - Georgia Championship Wrestling - NWA Macon Tag Team Championship (2 times) – with Mr. Wrestling II (1) and Don Greene (1) - Gulf Coast Championship Wrestling - NWA Tennessee Tag Team Championship (1 time) – with Jim White - International Wrestling Association - IWA Heavyweight Championship (1 time) - Jersey All Pro Wrestling - JAPW Heavyweight Championship (1 time) - Maryland Championship Wrestling - MCW Heavyweight Championship (1 time) - MCW Tag Team Championship (1 time) – with The Bruiser - Memphis Championship Wrestling - MCW Southern Heavyweight Championship (2 times) - Memphis Wrestling - Memphis Wrestling Southern Heavyweight Championship (52 times) - Memphis Wrestling Television Championship (1 time) - NWA Mid-America - NWA Southern Heavyweight Championship (Mid-America version) (10 times) - NWA Southern Tag Team Championship (Mid-America version) (9 times) – with Jim White (7), Plowboy Frazier (1), and Bill Dundee (1) - NWA Southern Junior Heavyweight Championship (5 times) - NWA Tri-State Heavyweight Championship (Alabama version) (1 time) - NWA Tri-State Tag Team Championship (Alabama version) (2 times) – with Steve Lawler - NWA United States Tag Team Championship (Mid-America version) (1 time) – with Jackie Fargo (1) - NWA Polynesian Wrestling - NWA Polynesian Pacific Heavyweight Championship (1 time) - NWA Virginia - NWA All-Star Heavyweight Championship (1 time) | - Power Pro Wrestling - PPW Tag Team Championship (1 time) – with Bill Dundee - Pro Wrestling Illustrated - PWI Feud of the Year (1992) with Jeff Jarrett vs. The Moondogs - PWI Feud of the Year (1993) vs. Bret Hart - PWI Most Hated Wrestler of the Year (1993, 1995) - PWI Most Inspirational Wrestler of the Year (1988, 2012) - PWI ranked him #56 of the 100 best tag teams of the "PWI Years" with Bill Dundee in 2003 - PWI ranked him #12 of the 500 best singles wrestlers in the PWI 500 in 1991 - PWI ranked him #23 of the 500 best singles wrestlers in the "PWI Years" in 2003 - Pro Wrestling This Week - Wrestler of the Week (December 6–12, 1987) - Professional Wrestling Hall of Fame and Museum - (Class of 2011) - Smoky Mountain Wrestling - SMW Heavyweight Championship (2 times) - Traditional Championship Wrestling - TCW Tag Team Championship (1 time) – with Matt Riviera - United States Wrestling Association - USWA Heavyweight Championship (2 times) - USWA Texas Heavyweight Championship (1 time) - USWA Unified World Heavyweight Championship (28 times) - USWA World Tag Team Championship (6 times) – with Jeff Jarrett (4) and Bill Dundee (2) - Windy City Pro Wrestling - WCPW Battle Royal Championship (1 time) - World Class Wrestling Association - WCWA World Heavyweight Championship (3 time) - WCWA Texas Heavyweight Championship (1 time) - World Wrestling Council - Caribbean Cup (2014) - World Wrestling Federation / World Wrestling Entertainment / WWE - WWE Hall of Fame (Class of 2007) - Slammy Awards (5 times) - Mouthiest (1994) - I'm Talking and I Can't Shut Up (1996) - Most Embarrassing Moment (1996) - Kissing his own foot - WWE.com Exclusive Video of the Year (2012) - Speaking to WWE.com about his miraculous return - Comeback of the Year (2012) - Wrestling Observer Newsletter awards - Feud of the Year (1987) vs. Austin Idol and Tommy Rich - Feud of the Year (1992) with Jeff Jarrett vs. The Moondogs - Feud of the Year (1993) vs. Bret Hart - Worst Feud of the Year (1994) vs. Doink the Clown - Worst Worked Match of the Year (1994) with Sleazy, Queasy and Cheesy vs. Clowns R' Us at Survivor Series - Best Color Commentator (1995, 1996) - Wrestling Observer Newsletter Hall of Fame (Class of 1996) - Worst Television Announcer (2002) |

1These title changes took place during an AWA hosted card as part of an interpromotional relationship between the American Wrestling Association, World Class Wrestling Association, and Continental Wrestling Association. Lawler also won the championship during a CWA hosted card.

2Lawler won the championship while wrestling on a CWA card in Memphis, Tennessee during the time when the AWA and CWA had a working partnership. It was the same situation during both of Lawler and Dundee's AWA World Tag Team Championship reigns.

### Luchas de Apuestas record
| Winner (wager)     | Loser (wager)                        | Location           | Event          | Date                | Notes  |
| ------------------ | ------------------------------------ | ------------------ | -------------- | ------------------- | ------ |
| Bill Dundee (hair) | Jerry Lawler (championship)          | Memphis, Tennessee | CWA Live event | 1 tháng 10 năm 1979 | [ 76 ] |
| Austin idol (hair) | Jerry Lawler (hair and championship) | Memphis, Tennessee | CWA Live event | 27 tháng 4 năm 1987 | [ 77 ] |